# Milan Mučibabić
Milan Mučibabić (Nevesinje, Kraljevina SHS, 1922 — Sarajevo, SFRJ, 1985) bio je srpski književnik i novinar.
Nakon završene Građanske škole, zaposlio se u Željezari Zenica a odmah po izbijanju Drugog svjetskog rata je kao skojevac već od 1941. učestvovao u odbrani Jugoslavije. Poslije rata je radio kao omladinski aktivist a zatim kao novinar u redakciji Oslobođenja, gdje ostaje sve do privremenog penzionisanja 1969, kada se u potpunosti posvećuje književnom radu. Kao novinar je bio zanimljiv i po svojim reportažama o selu, poljoprivredi, te raznim zapisima o događajima i ljudima iz vremena NOB-a i posljeratnog perioda.
Nosilac je brojnih novinarskih i književnh nagrada a takođe i visokog društvenog priznanja Šestoaprilske nagrade grada, koju je dobio za svoj književni rad.
Objavio je niz knjiga, među kojima je najzapaženija trilogija Kamen i pepeo, za koju je dobio  i priznanje za najbolji roman sa ratnom tematikom. Time je praktičmo i zaokružen ciklus romana  i literature na  temu Drugog svjetskog rata.
Umro je 1985. godine u Sarajevu, gdje je i sahranjen.

## Bibliografija
- S onu stranu rovova (1958)
- Međaši (1964)
- Povijest o našoj mladosti (1967)
- Kameno more (1970)
- Bezdanica (1973)
- Romanija koja živi (1974)
- Boje ocvalog ljeta  (1975)
- Vremenom nepokoreni (1978)
- Kamen i pepeo I i II (1982)
- Kad se djeca nisu igrala rata (1984)
- Kamen i pepeo  III (1984)
- Na kraju tamnih dubokih šuma (1990)